# راج أميت كومار
راج أميت كومار (بالإنجليزية: Raj Amit Kumar)‏ هو مؤلف وكاتب سيناريو ومخرج هندي، ولد في 1 أبريل 1978.

## وصلات خارجية
- الموقع الرسمي
- راج أميت كومار على موقع IMDb (الإنجليزية)
- راج أميت كومار على موقع أول موفي (الإنجليزية)
- راج أميت كومار على موقع قاعدة بيانات الفيلم (الإنجليزية)
- راج أميت كومار على موقع كينوبويسك (الروسية)